# László Magda
László Magda (Marosvásárhely, 1912. július 14./1919. – Róma/Viterbo, 2002. augusztus 2.) operaénekesnő (szoprán).

## Életpályája
A budapesti Liszt Ferenc Konzervatóriumban tanult Stowasser Irénnél és Székelyhidy Ferencnél. 1943-ban debütált a Magyar Állami Operaházban Amelia Grimaldi (Giuseppe Verdi: Simon Boccanegra) szerepében. 1943–1946 között ösztöndíjas volt. 1946-ban külföldre távozott, Olaszországban telepedett le. 1949-ben énekelte először az Olasz Rádióban (RAI) az Anya szerepét, majd 1950. május 20-án Firenzében Dallapiccola Il Prigioniero című művének színpadi bemutatóján. 1951-ben részt vett a frankfurti Kortárs Zenei Fesztiválon, mivel a modern zene nagyszerű tolmácsolója volt. A Római Operában 1950-ben Arrigo Boito Nerone című operájában Asteriát, 1954-ben H. W. Henze Boulevard Solitude című operájának ősbemutatójában, 1958-ban a Holland Fesztiválon Arnold Schönberg Von heute auf morgen című operájában Asteriát énekelte. A Glyndebourne-i Fesztiválon 1953–1954 között Gluck azonos című operájában Alceste szerepében, 1954-ben a Così fan tutte Dorabellájaként, 1962–1963 között Monteverdi Poppea megkoronázása című operájában volt hallható. 1954. december 3-án a londoni Covent Garden Operában énekelt William Walton Troilus és Cressida című operájának ősbemutatóján. 1966-ban a bolognai Teatro Comunale Bolognában lépett fel Dallapiccola Il Prigioniero című művében az Anyaként, 1969-ben pedig A. Berg Wozzeckjében Marie szerepében.
Elsősorban régi operák felújításaiban és kortárs, modern művekben vált ismertté. Oratórium- és hangverseny-énekesnőként is ismertté vált.

## Szerepei

### Magyarországon
- Verdi: Simon Boccanegra – Amelia Grimaldi
- Madetoja: Északiak – 1. parasztlány
- Verdi: Don Carlos – Mennyei hang
- Puccini: Gianni Schicchi – Lauretta
- Wagner: Az istenek alkonya – III. norna
- Goldmark Károly: Sába királynője – Astaróth, a királynő rabszolganője

### Külföldön
- Boito: Nerone – Asteria
- Monteverdi: L'incoronatione de Poppea – Poppea
- Mozart: Cosi fan tutte – Dorabella
- Berg: Wozzeck – Marie